# Professional'nyj Basketbol'nyj klub CSKA
Il Professional'nyj Basketbol'nyj klub CSKA (in russo: ПБК ЦСКА Москва) è una squadra russa di pallacanestro, parte della polisportiva CSKA.
Ha vinto per otto volte l'Eurolega, la massima competizione cestistica per club d'Europa e dal 2012 al 2018 è sempre arrivata alle final four vincendo due volte.
Nel 2006, ha battuto il Maccabi Tel Aviv, vincitore nei due anni precedenti, 73-69 nella finale di Praga. Ha perso la finale 2007 93–91 contro il Panathinaikos in casa dei greci, ad Atene. Nel 2008, nella ripetizione della finale 2006 ha di nuovo battuto il Maccabi 91-77 a Madrid. Nella finale 2009 a Berlino perde di nuovo contro il Panathinaikos per 73-71.
Nella stagione 2004-2005 è stata la prima squadra della storia a chiudere la regular season dell'Eurolega, imbattuta, perdendo però in semifinale proprio a Mosca contro la squadra spagnola del TAU Vitoria.

## Storia
Tra gli anni sessanta e settanta, ha vinto quattro titoli europei tra cui quelli del 1969 e 1971 sotto la direzione di Aleksandr Gomel'skij che ha portato la squadra in finale anche nel 1970 e nel 1973, perdendo in entrambe le occasioni contro l'Ignis Varese. In questa epoca, la squadra disponeva del talento di Sergej Belov che è stato eletto per tre volte MVP della finale.
Gomel'skij è rimasto alla guida del club per 22 anni prima di passare alla carica di presidente tenuta fino al 2005 quando è deceduto.
Nel 1998, Andrei Kirilenko, uno dei maggiori talenti russi, venne ingaggiato dalla squadra moscovita, sancendo in tal modo il ritorno alla pallacanestro che conta, dopo un paio d'anni bui. Nel 2000 è arrivata la prima vittoria nella lega nord europea (NEBL), ed un anno più tardi la finale di Suproleague.
Il CSKA era ormai tornato ad essere uno dei migliori club d'Europa. Dopo due buone apparizioni in Eurolega nel 2003 per la prima volta ha raggiunto le Final four dove è stato battuto dal Barcellona di Dejan Bodiroga in semifinale.
Nel 2004, la corsa del team russo si è fermata di nuovo in semifinale dove ha trovato la sconfitta contro il Maccabi Tel Aviv che in casa si è imposto 93-85.
L'edizione 2005 è la più deludente: imbattuto durante la prima fase, ha perso solamente contro il Barcellona prima di arrivare alle final four che si sono disputate a Mosca. Contro ogni pronostico in semifinale il CSKA si è arreso ai baschi del TAU Vitoria.
È stato quindi ingaggiato Ettore Messina, che ha condotto il club alle Final four di Praga dopo aver eliminato in due partite l'Efes Pilsen İstanbul. Battuto il Barcellona in semifinale, ha affrontato il Maccabi vincitore delle due edizioni precedenti. L'incontro è stato serrato ma la squadra russa è riuscita a vincere la sua prima Eurolega.
L'anno successivo battuto di nuovo il Maccabi nei quarti di finale il CSKA ha confermato la sua presenza alle Final four. La squadra di Messina superato l'Unicaja Málaga ha trovato in finale un'altra grande del basket europeo: il Panathinaikos, che giocava in casa. I greci, guidati dal pluridecorato, Željko Obradović, hanno vinto il loro quarto titolo con il punteggio di 93-91.
Nel 2008, il CSKA è arrivato di nuovo alle Final four di Madrid. Sconfitto il Tau Vitoria 83-79, in finale ha ritrovato il Maccabi Tel-Aviv. Al termine di una partita combattuta i russi hanno avuto la meglio per 91-77. Con il successo del 2008 il CSKA è diventato la seconda squadra europea per titoli vinti, solo il Real Madrid, con otto affermazioni (tutte nell'era della Coppa dei Campioni), ha vinto più di loro.
Nel 2016 il CSKA si qualifica per le Final four di Berlino. In semifinale viene sconfitto il Lokomotiv Kuban mentre il 15 maggio 2016, in finale viene affrontato e battuto per 101 a 96 il Fenerbahçe conquistando il trofeo. La stagione successiva la squadra riesce ad arrivare alle final four di Istanbul ma viene battuta in semifinale dall'Olimpiakos e nella finale per il terzo posto dal Real Madrid.
Nel 2019 la formazione russa ha battuto 91-83 i turchi dell'Anadolu Efes

## Roster 2021-2022
Aggiornato al 30 marzo 2022.
| PBK CSKA Mosca | PBK CSKA Mosca |
| Giocatori      | Staff tecnico  |
| -------------- | -------------- |

| N. | Naz.                   | Ruolo | Nome                | Anno | Alt.   | Peso   |  |
| -- | ---------------------- | ----- | ------------------- | ---- | ------ | ------ |  |
| 2  | Stati Uniti (bandiera) | G     | Allerik Freeman     | 1994 | 190 cm | 91 kg  |  |
| 2  | Stati Uniti (bandiera) | P     | Casper Ware         | 1990 | 178 cm | 79 kg  |  |
| 4  | Russia (bandiera)      | G     | Aleksandr Chomenko  | 1999 | 192 cm | 89 kg  |  |
| 7  | Russia (bandiera)      | AP    | Ivan Uchov          | 1995 | 193 cm | 85 kg  |  |
| 8  | Russia (bandiera)      | AC    | Vladimir Ivlev      | 1990 | 207 cm | 102 kg |  |
| 11 | Russia (bandiera)      | AG    | Semën Antonov       | 1989 | 202 cm | 104 kg |  |
| 17 | Germania (bandiera)    | C     | Johannes Voigtmann  | 1992 | 211 cm | 115 kg |  |
| 21 | Stati Uniti (bandiera) | AP    | Will Clyburn        | 1990 | 201 cm | 95 kg  |  |
| 28 | Russia (bandiera)      | AG    | Andrej Lopatin      | 1998 | 208 cm | 101 kg |  |
| 32 | Svezia (bandiera)      | A     | Jonas Jerebko       | 1987 | 208 cm | 105 kg |  |
| 33 | Serbia (bandiera)      | C     | Nikola Milutinov    | 1994 | 213 cm | 116 kg |  |
| 40 | Lituania (bandiera)    | GA    | Marius Grigonis     | 1994 | 198 cm | 93 kg  |  |
| 41 | Russia (bandiera)      | A     | Nikita Kurbanov (C) | 1986 | 202 cm | 99 kg  |  |
| 42 | Russia (bandiera)      | G     | Evgenij Kolesnikov  | 1985 | 195 cm | 93 kg  |  |
| 91 | Russia (bandiera)      | PG    | Aleksej Šved        | 1988 | 198 cm | 86 kg  |  |

| Allenatore |
| - Emil Rajković                                                                                               |
| Assistente/i                                                                                                  |
| - Anton Judin - Darryl Middleton - Stefanos Dedas Legenda - (C) Capitano - (IN) Inattivo - Infortunato Roster |

## Palmarès

### Competizioni nazionali
- Campionato sovietico: 24 (record)

1945, 1960, 1961, 1962, 1963-1964, 1964-1965, 1965-1966, 1968-1969, 1969-1970, 1970-1971, 1971-1972, 1972-1973, 1973-1974, 1975-1976, 1976-1977, 1977-1978, 1978-1979, 1979-1980, 1980-1981, 1981-1982, 1982-1983, 1983-1984, 1987-1988, 1990
- Campionato russo: 20 (record)

1991-1992, 1992-1993, 1993-1994, 1994-1995, 1995-1996, 1996-1997, 1997-1998, 1998-1999, 1999-2000, 2002-2003, 2003-2004, 2004-2005, 2005-2006, 2006-2007, 2007-2008, 2008-2009, 2009-2010, 2010-2011, 2011-2012, 2012-2013
- Coppa dell'URSS: 3 (record condiviso con la Dinamo Tbilisi)

1972, 1973, 1982
- Coppa di Russia: 4 (record)

2004-2005, 2005-2006, 2006-2007, 2009-2010

### Competizioni internazionali
- VTB United League: 13 (record)

2008, 2009-2010, 2011-2012, 2012-2013, 2013-2014, 2014-2015, 2015-2016, 2016-2017, 2017-2018, 2018-2019, 2020-2021, 2023-2024, 2024-2025
- Eurolega: 8

1960-1961, 1962-1963, 1968-1969, 1970-1971, 2005-2006, 2007-2008, 2015-2016, 2018-2019
- Lega NEBL: 1

2000
- Supercoppa VTB United League: 2

2021, 2024